# Гранд-Прері (Техас)
Гранд-Прері (англ. Grand Prairie) — місто (англ. city) в США, в округах Даллас, Таррант і Елліс на півночі штату Техас, західне пердмістя Далласу. Населення — 196 100 осіб (2020).
У місті розташовані виробництва Локхид-Мартин, Белл-Гелікоптер-Текстрон.

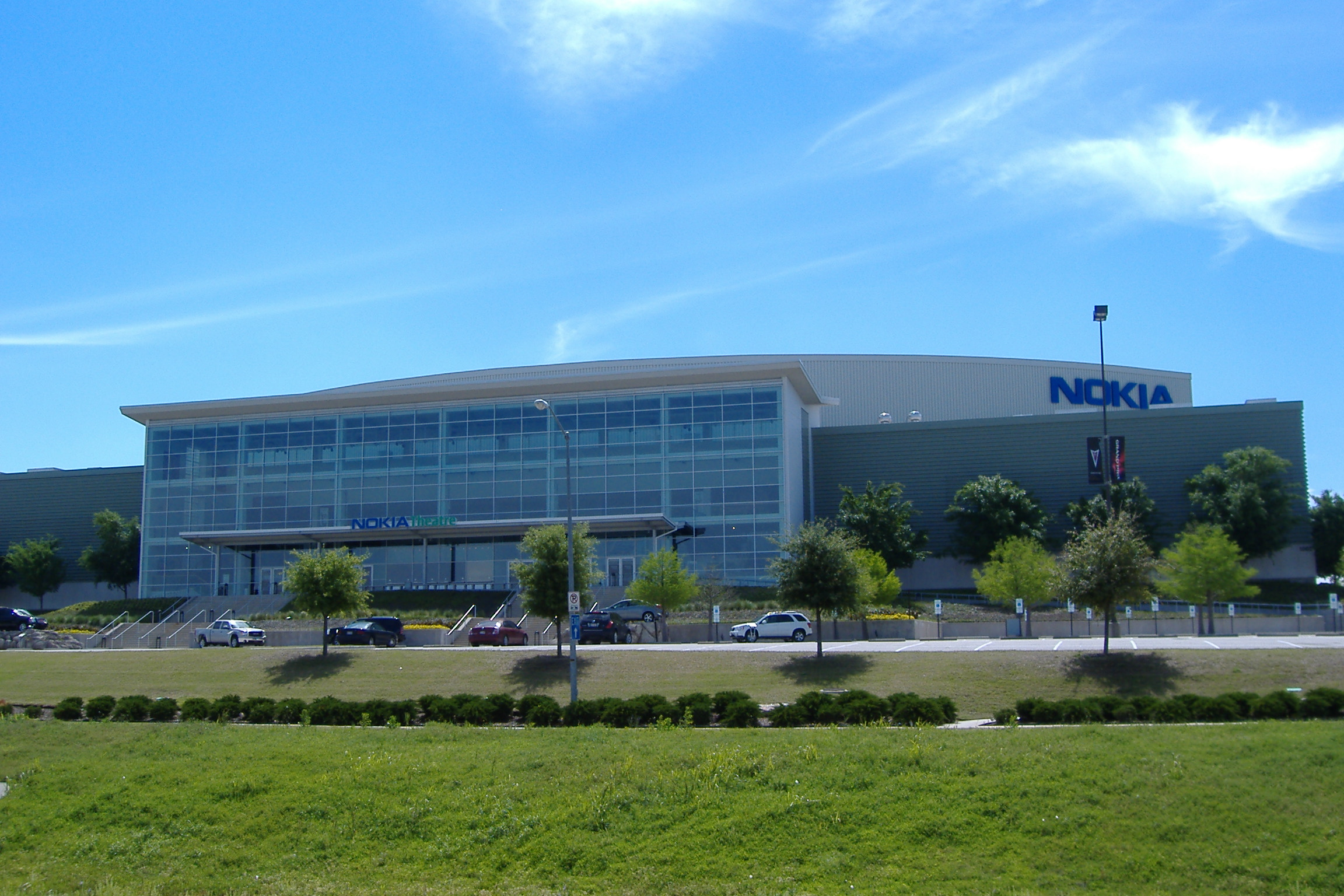
Театр Нокіа

## Географія
Гранд-Прері розташований за координатами 32°41′3″ пн. ш. 97°1′16″ зх. д. / 32.68417° пн. ш. 97.02111° зх. д. (32.684193, -97.020995).  За даними Бюро перепису населення США в 2010 році місто мало площу 210,02 км², з яких 186,75 км² — суходіл та 23,27 км² — водойми.

### Клімат
| Клімат : Гранд-Прері     | Клімат : Гранд-Прері | Клімат : Гранд-Прері | Клімат : Гранд-Прері | Клімат : Гранд-Прері | Клімат : Гранд-Прері | Клімат : Гранд-Прері | Клімат : Гранд-Прері | Клімат : Гранд-Прері | Клімат : Гранд-Прері | Клімат : Гранд-Прері | Клімат : Гранд-Прері | Клімат : Гранд-Прері | Клімат : Гранд-Прері |
| Показник                 | Січ.                 | Лют.                 | Бер.                 | Квіт.                | Трав.                | Черв.                | Лип.                 | Серп.                | Вер.                 | Жовт.                | Лист.                | Груд.                | Рік                  |
| Абсолютний максимум, °C  | 29,4                 | 32,2                 | 37,8                 | 37,8                 | 38,3                 | 44,4                 | 43,9                 | 42,8                 | 41,7                 | 38,3                 | 32,8                 | 30,6                 | 44,4                 |
| Середній максимум, °C    | 13,7                 | 15,9                 | 20,0                 | 24,3                 | 28,6                 | 32,6                 | 35,3                 | 35,7                 | 31,4                 | 25,8                 | 19,8                 | 14,1                 | 24,8                 |
| Середній мінімум, °C     | 2,5                  | 4,7                  | 8,8                  | 13,1                 | 17,8                 | 22,2                 | 24,3                 | 24,4                 | 20,1                 | 14,3                 | 8,1                  | 3,1                  | 13,7                 |
| Абсолютний мінімум, °C   | −18,9                | −12,8                | −11,1                | −1,1                 | 3,9                  | 11,7                 | 14,4                 | 14,4                 | 5,6                  | −4,4                 | −8,9                 | −17,2                | −18,9                |
| Норма опадів, мм         | 56                   | 66                   | 74                   | 84                   | 127                  | 119                  | 61                   | 51                   | 71                   | 114                  | 64                   | 61                   | 950                  |
| Днів з опадами           | 7,4                  | 6,6                  | 7,5                  | 7,2                  | 10,2                 | 8,0                  | 4,8                  | 4,9                  | 5,4                  | 7,5                  | 6,7                  | 7,2                  | 83,4                 |
| Днів зі снігом           | 0,4                  | 0,3                  | 0,3                  | 0                    | 0                    | 0                    | 0                    | 0                    | 0                    | 0                    | 0                    | 0,1                  | 1,1                  |
| ------------------------ | -------------------- | -------------------- | -------------------- | -------------------- | -------------------- | -------------------- | -------------------- | -------------------- | -------------------- | -------------------- | -------------------- | -------------------- | -------------------- |
| Джерело: Weatherbase.com |                      |                      |                      |                      |                      |                      |                      |                      |                      |                      |                      |                      |                      |

## Демографія

Фестиваль Cinco de Mayo на площі Сіті-холл 1 травня 2010 року

Згідно з переписом 2010 року, у місті мешкало 175 396 осіб у 58 171 домогосподарстві у складі 43 116 родин. Густота населення становила 835 осіб/км².  Було 62424 помешкання (297/км²).
Расовий склад населення:
| - 52,6 % — білих - 20,2 % — чорних або афроамериканців - 6,5 % — азіатів - 0,8 % — корінних американців - 0,1 % — вихідців з тихоокеанських островів - 16,5 % — осіб інших рас |

До двох чи більше рас належало 3,2 %. Частка іспаномовних становила 42,7 % від усіх жителів.
За віковим діапазоном населення розподілялося таким чином: 30,9 % — особи молодші 18 років, 62,4 % — особи у віці 18—64 років, 6,7 % — особи у віці 65 років та старші. Медіана віку мешканця становила 31,3 року. На 100 осіб жіночої статі у місті припадало 95,8 чоловіків;  на 100 жінок у віці від 18 років та старших — 92,2 чоловіків також старших 18 років.
Середній дохід на одне домашнє господарство  становив 70 011 долар США (медіана — 56 475), а середній дохід на одну сім'ю — 75 835 доларів (медіана — 63 276). Медіана доходів становила 42 162 долари для чоловіків та 38 785 доларів для жінок. За межею бідності перебувало 14,7 % осіб, у тому числі 21,9 % дітей у віці до 18 років та 8,2 % осіб у віці 65 років та старших.
Цивільне працевлаштоване населення становило 90 540 осіб. Основні галузі зайнятості: освіта, охорона здоров'я та соціальна допомога — 18,1 %, виробництво — 12,7 %, роздрібна торгівля — 11,5 %.

## Уродженці
- Селена Гомес, американська поп-співачка та кіноакторка.